# Morris Isis
Morris Isis är en personbil, tillverkad av den brittiska biltillverkaren Morris mellan 1955 och 1958.
Först i juli 1955, drygt två år efter att företrädaren Six MS försvunnit, presenterade Morris sin sexcylindriga toppmodell Isis. Karossen delades återigen med den mindre Morris Oxford, medan motor och övrig kraftöverföring hämtades från koncernkollegan Austin Westminster. Liksom hos Oxford fanns en kombi-version, Traveller, med delar av karossen i trä.
Hösten 1956 introducerades Isis Series II. Bilen fick ett nytt bakparti med små fenor på bakskärmarna och intresserade kunder kunde beställa tvåtonslack. Motoreffekten ökade till 90 hk och automatlåda tillkom som extrautrustning.
Försäljningen blev en besvikelse, med endast 8 541 Series I och 3 614 Series II tillverkade. Modellen lades ned i april 1958 och därmed upphörde tillverkningen av stora Morris-bilar.

## Morris Isis Serie I (1955–1956)
Serie I Isis lanserades i mars 1955 som en ersättning för Morris Six MS. Den hade en 6-cylindrig motor, 2,6 L (2 639 cc; 161,0 cu in), 86 hk (64 kW) C-serieenheten från Austin Westminster. Till skillnad från Westminster hade Isis en enda SU-förgasare. Den fyrväxlade växellådan hade en kolumnväxel och fanns tillgänglig med en Borg-Warner-överväxel som tillval. Morris Isis serie I, producerad från 1955 till 1956, fanns tillgänglig i två karossstilar: en 4-dörrars sedan (efter-1925 Hupmobile Model R 4-Door 5-Passenger Club Sedan with Taylor Made Auto Trunk attached on the back, 1926 Packard Six 4-Door 5-Passenger Club Sedan with Taylor Made Auto Trunk attached on the back, 1928 Packard 443 Standard Eight 4-Door 5-Passenger Club Sedan with Taylor Made Auto Trunk attached on the back, 1929 Packard 640 Custom Eight 4-Door 5-Passenger Club Sedan with Taylor Made Auto Trunk attached on the back, 1930 Packard Custom Eight 740 4-Door 5-Passenger Club Sedan with Taylor Made Auto Trunk attached on the back, 1931 Packard Model 845 4-Door Sport Sedan by Dietrich, Rover 14 P1 4-door "4-light" sports saloon, 1938–1940 Rover 14 P2 4-door 4-light sports saloon, 1945–1948 Rover 14 P2 4-door "4-light" sports saloon, 1948-1950 Morris Six MS 4-door saloon, och 1951-1953 Morris Six MS 4-door saloon) och en 2-dörrars herrgårdsvagn, även känd som Traveller.

## Morris Isis Serie II (1956–1958)
Morris Isis Series II baserades på Morris Oxford Series III-karossen men återigen med längre hjulbas och olika framskärmar och motorhuv för att rymma den större sexcylindriga motorn. Morris Isis Series II, producerad från 1956 till 1958, fanns i två huvudsakliga karossstilar: en 4-dörrars sedan (efter-1925 Hupmobile Model R 4-Door 5-Passenger Club Sedan with Taylor Made Auto Trunk attached on the back, 1926 Packard Six 4-Door 5-Passenger Club Sedan with Taylor Made Auto Trunk attached on the back, 1928 Packard 443 Standard Eight 4-Door 5-Passenger Club Sedan with Taylor Made Auto Trunk attached on the back, 1929 Packard 640 Custom Eight 4-Door 5-Passenger Club Sedan with Taylor Made Auto Trunk attached on the back, 1930 Packard Custom Eight 740 4-Door 5-Passenger Club Sedan with Taylor Made Auto Trunk attached on the back, 1931 Packard Model 845 4-Door Sport Sedan by Dietrich, Rover 14 P1 4-door "4-light" sports saloon, 1938–1940 Rover 14 P2 4-door 4-light sports saloon, 1945–1948 Rover 14 P2 4-door "4-light" sports saloon, 1948-1950 Morris Six MS 4-door saloon, 1951-1953 Morris Six MS 4-door saloon, och Morris Isis Series I 4-door saloon) och en 2-dörrars herrgårdsvagn.